# Федеральная Лига
Федеральная Лига (исп. Liga Federal) или Лига свободных людей (исп. Liga de los Pueblos Libres) — союз южноамериканских провинций бывших испанских колоний, намеревавшихся создать конфедерацию государств после Майской революции 1810 года.
Майская революция 1810 года привела к отстранению от власти испанского вице-короля Рио-де-ла-Платы, вице-королевство было преобразовано в Соединённые провинции Рио-де-ла-Платы. Пришедший к власти в октябре 1812 года Второй триумвират созвал в январе 1813 года «Ассамблею 13-го года», которая должна была провозгласить независимость от Испании и определить государственное устройство новой страны. На Ассамблее столкнулись идеи двух групп: «унитаристов», стоявших за сильную вертикаль власти, и «федералистов», ориентировавшихся на модель Соединённых Штатов Америки.
В 1814 году Хосе Хервасио Артигас изгнал последних роялистов из Восточной полосы, где создал Восточную провинцию. 29 июня 1815 года на Восточном конгрессе в Арройо-де-ла-Чина была образована Федеральная Лига, а Артигас получил титул «Защитник свободных людей» (исп. Protector de los Pueblos Libres). Делегаты от вошедших в Лигу провинций отправились на Тукуманский конгресс с наказом провозгласить полную независимость от Испании и образовать конфедерацию провинций, но не были допущены к его деятельности по формальным поводам, и независимость была провозглашена без их участия.
Противостояние «федералистов» и «унитаристов» привело к гражданской войне. Пока шла война, Восточная провинция была оккупирована Соединённым королевством Португалии, Бразилии и Алгарве. В 1820 году, разгромив силы «унитаристов», губернаторы провинций Энтре-Риос, Санта-Фе и Корриентес подписали с Буэнос-Айресом соглашение и воссоединились с Соединёнными провинциями, тем самым развалив Федеральную Лигу. Артигас вступил в конфликт с бывшими союзниками, был разбит и бежал в Парагвай.